# Томасборо (Илиноис)
Томасборо (енгл. Thomasboro) град је у америчкој савезној држави Илиноис.

## Демографија
По попису из 2010. године број становника је 1.126, што је 107 (-8,7%) становника мање него 2000. године.
| Група             | 2000.         | 2010.         |
| Белци             | 1.171 (95,0%) | 1.039 (92,3%) |
| Афроамериканци    | 16 (1,3%)     | 30 (2,7%)     |
| Азијати           | 9 (0,7%)      | 5 (0,4%)      |
| Хиспаноамериканци | 15 (1,2%)     | 21 (1,9%)     |
| Укупно            | 1.233         | 1.126         |